# Радомська конфедерація
Радомська конфедерація — конфедерація Речі Посполитої, скликана 23 червня 1767 року в Радомі під прикриттям російських військ полковника Василя Кара для захисту колишнього ладу Речі Посполитої. Виникла як реакція створення конфедерацій (Слуцької та Торуньської).
3 серпня 1767 року конфедерація була відновлена у Варшаві, тривала до 15 грудня 1767 року. Конфедерація була створена за пропозицією російського посла Ніколая Рєпніна для здійснення рівноправності іновірців, повернення колишніх шляхетських свобод і нав'язування російської поруки. Її підтримувала магнатська опозиція Потоцьких, яка протистояла реформам короля Станіслава Августа Понятовського. 
Метою радомчан був утиск партії Чорторийських (або «Фамілії») через відсторонення її від впливу на державні справи.

## Учасники
- Вацлав Петро Жевуський